# Bán kính Sao Mộc
Bán kính Sao Mộc (RJ hoặc RJup) có giá trị 71.492 km (44.423 mi), hoặc 11,2 lần Bán kính Trái Đất (R)  (bán kính Trái Đất bằng 0,08921 RJ). Bán kính Sao Mộc là một đơn vị chiều dài được sử dụng trong thiên văn học để mô tả bán kính của những hành tinh khí khổng lồ và một số hành tinh ngoài hệ mặt trời. Nó cũng được sử dụng trong việc mô tả các sao lùn nâu.
Vào năm 2015, Hiệp hội Thiên văn Quốc tế đã xác định bán kính xích đạo Sao Mộc danh nghĩa là không đổi bất kể những cải tiến tiếp theo về độ chính xác đo lường của R. Hằng số này được định nghĩa là chính xác:
{\displaystyle {\mathcal {R}}_{\mathrm {eJ} }^{\mathrm {N} }} = 7,1492
Tương tự, bán kính Sao Mộc cực danh nghĩa được xác định là chính xác:
{\displaystyle {\mathcal {R}}_{\mathrm {pJ} }^{\mathrm {N} }} = 6,6854
Các giá trị này tương ứng với bán kính của Sao Mộc tại 1 bar áp suất. Cách sử dụng phổ biến là dùng để chỉ bán kính xích đạo, trừ khi bán kính cực đặc biệt cần thiết.

## So sánh
| Thiên thể          | RJ /Rthiên thể | Tham chiếu      |
| ------------------ | -------------- | --------------- |
| Bán kính Mặt Trăng | 41             |                 |
| Bán kính Trái Đất  | 11,209         | [ 2 ]           |
| Sao Mộc            | 1              | theo định nghĩa |
| Bán kính Mặt Trời  | 0,10045        |                 |

Để so sánh, bán kính Mặt Trời tương đương với:
400 lần bán kính Mặt Trăng (RL)
109 lần bán kính Trái Đất (R)
9,735 lần bán kính Sao Mộc (RJ)